# Anna xứ Bayern
Anne xứ Bayern (26 tháng 9 năm 1329 - 2 tháng 2 năm 1353) là một vương hậu của Bohemia. Bà là con gái của Rudolf II, Công tước xứ Bayern, Bá tước Palatine của sông Rhine. Mẫu thân của bà là Anna, con gái của Otto III, Công tước xứ Carinthia.
Bà là thành viên của Nhà Wittelsbach. Anna kết hôn với Hoàng đế Karl IV của Thánh chế La Mã vào ngày 11 tháng 3 năm 1349 tại thị trấn Bacharach trên sông Rhine. Bà trở thành người vợ thứ hai của vua Karl sau khi người vợ đầu tiên của Karl, Blanche xứ Valois qua đời vào năm 1348.
Vào ngày 26 tháng 7 năm 1349 tại Aachen, Anna lên ngôi Vương hậu La Mã. Nhiều tháng sau, bà được trao vương miện của Bohemia.
Năm 1350, Anna sinh một đứa con trai, Wenceslaus nhưng chết yểu một năm sau đó. Anna không có thêm con và cũng qua đời vào năm 1353 khi mới 23 tuổi.
Karl đã góa vợ lần thứ hai và ông vẫn chưa có con trai. Sau đó, ông kết hôn với Anna xứ Schweidinitz, và vị vương hậu này đã sinh ra một vị hoàng tử, Wenceslaus, về sau là Vua của người La Mã.